# Hubert Desjoyeaux
Pour les personnes ayant le même patronyme, voir Famille Desjoyeaux.
Hubert Desjoyeaux, né le 26 octobre 1958 à Concarneau et mort le 12 mai 2011 à Quimper, est un constructeur naval français, fondateur et directeur du chantier naval CDK Technologies et de Keroman Technologies.

## Biographie
Hubert Desjoyeaux naît le 26 octobre 1958 à Concarneau. Il est l'un des fils du constructeur naval Henri Desjoyeaux, cofondateur de l'école de voile Les Glénans, et le frère du navigateur Michel Desjoyeaux.
Il crée en 1984 avec Jean Le Cam, Gaëtan Gouerou et l'architecte Marc Van Peteghem, le chantier naval CDK Technologies à Port-la-Forêt, et en est le directeur. Il complète ensuite ce chantier avec la création d'une filiale à Lorient, Keroman Technologies, spécialisée dans les grosses unités,,. 
Parmi ses réalisations, on compte des multicoques Formules 40 (catamarans de 12 mètres) dans les années quatre-vingt mais aussi le trimaran Poulain d'Olivier de Kersauson, Foncia, le monocoque avec lequel Michel Desjoyeaux a remporté le Vendée Globe 2008-2009 et le maxi-trimaran Banque populaire V, voilier conçu pour les records en équipage. Il a également participé à la réalisation du Macif de François Gabart, vainqueur du Vendée Globe 2012-2013.
Il meurt le 12 mai 2011 à Quimper.